# Sebastià Piera
Sebastià Piera Llobera (Santa María de Meyá, 28 de diciembre de 1917-Ajaccio, 8 de marzo de 2014) fue un comunista español, miembro histórico del Partido Socialista Unificado de Cataluña.
Hijo del matrimonio entre Antoni Piera Pujol y Cecília Llobera Montané, su padre fue maestro en varios pueblos: Santa Maria de Meià, Baldomar, Vilanova de la Barca y Vilobí del Penedès. Al finalizar la Guerra Civil Española se exilió a Francia y fue confinado en los campos de concentración de Argelès y de Saint-Cyprien, en el sur de Francia. Después marchó como refugiado a Rusia, donde se alistó en el Ejército Rojo. Combatió en el frente soviético en la defensa de Moscú y, más tarde, en el Cáucaso.
Al volver de la URSS se casó con Trinidad Bovedilla Cervelló, con quien tuvo tres hijos: Sergi, Joseph y Antoine. En 1947 volvió a Cataluña, donde lo detuvieron y torturaron, huyó a París, desde donde lo deportaron a Córcega, donde tenía casa. 
En el año 2004 le fue otorgada la Cruz de Sant Jordi.